# Egídio
Egídio, właśc. Egídio Pereira Júnior (ur. 16 czerwca 1986 w Rio de Janeiro) – brazylijski piłkarz grający na pozycji centralnego obrońcy.

## Kariera piłkarska
Douglas jest wychowankiem brazylijskiego zespołu CR Flamengo, w którym rozpoczął karierę piłkarską. Do 2012 grał na zasadach wypożyczenia w klubach Paraná Clube, EC Juventude, Figueirense, Vitória, Ceará i Goiás EC. W początku 2013 roku przeszedł do Cruzeiro EC. 11 stycznia 2015 podpisał kontrakt z ukraińskim klubem Dnipro Dniepropetrowsk. Jednak z powodu braku wypłaty wynagrodzenia 30 marca anulował kontrakt, a już 1 kwietnia 2015 podpisał nowy kontrakt z SE Palmeiras.

## Sukcesy i odznaczenia

### Sukcesy klubowe
- zdobywca Pucharu Brazylii: 2006 (z Flamengo)
- mistrz Brazylii: 2013, 2014 (z Cruzeiro)
- zdobywca Taça Guanabara: 2008, 2011  (z Flamengo)
- zdobywca Taça Rio: 2009, 2011  (z Flamengo)
- mistrz Rio de Janeiro State League: 2008, 2009, 2011  (z Flamengo)
- mistrz Bahia State League: 2010 (z Vitória)
- mistrz Campeonato Goiano: 2012 (z Goiás)
- mistrz Campeonato Brasileiro Série B: 2012 (z Goiás)
- mistrz Campeonato Mineiro: 2014 (z Cruzeiro)